# La Chute du roi
La Chute du roi est un roman moderniste et d'apparence historique écrit par Johannes V. Jensen, et paru entre 1900 et 1901. Il raconte la vie de Mikkel Thøgersen, qui se déroule en parallèle à celle du roi Christian II.
En 1999, les lecteurs de Politiken et Berlingske l'ont élu meilleur roman danois du XXe siècle. Il fait partie du canon de la culture danoise. 

## Résumé

### La mort du printemps
Le personnage principal, l'étudiant Mikkel Thøgersen, est en route vers Copenhague avec quelques œufs. Il fait la connaissance de quelques mercenaires, dont le junker (noble) Otte Iversen. Ils se dirigent vers Copenhague, où Mikkel rencontre Christian, le jeune fils du roi. Mikkel se montre ici comme l'antithèse du futur roi : il est calme et réfléchi, tandis que le dauphin est extraverti et laconique. 
Mikkel Thøgersen est expulsé de l'université. Il rencontre à nouveau Otte Iversen. Otte est en route pour la guerre contre la Suède, mais alors qu'il allait partir au front, il échange baisers et passion avec la juive Susanna. Mikkel est secrètement amoureux d'elle. De ce fait, il considère Otte comme coupable lorsque Susanna est mise au pilori pour adultère. Il opte pour la vengeance, qu'il poursuivra pour le reste de ses jours. Désormais, Mikkel est dénué de tout sentiment. 
Il rentre dans sa région d'origine où il rend visite à son père et à son frère. Mikkel s'y venge d'Otte Iversen en violant Ane Mette, une fille du coin dont Otte est amoureux. Otte rentre de la guerre en Suède et chevauche à toute hâte à travers le pays. Quand il arrive à Himmerland, il constate ce qui s'y est passé. Il retourne dans une profonde tristesse à Moholm, le manoir familial. 
Après son acte, Mikkel s'engage comme mercenaire. Il survit tout juste et dans la douleur à la guerre contre les Ditmariens. 

### Le grand été
Nous retrouvons Mikkel Thøgersen vers 1520. Il travaille désormais pour l'évêque Jens Andersen Beldenak à Odense. Le jeune Axel, apparemment orphelin, arrive à l'évêché pour transmettre un message à l'évêque. Jens Andersen lit le message et lui fait porter un nouveau message à Børglum dans le Jutland du Nord. Mikkel Thøgersen, qui est un peu plus âgé, est chargé de l'accompagner. Ils chevauchent ensemble à travers le Jutland, et pendant le voyage, Axel parle d'une sorte de carte au trésor écrite en hébreu qu'il a reçue d'un vieil homme. Mikkel et Axel sont différents comme le jour de la nuit. Axel est insouciant et extraverti et d'un naturel optimiste, tandis que Mikkel est introverti, réfléchi et sceptique.  
De retour au Himmerland, Mikkel apprend que tant Otte Iversen qu'Ane Mette sont mariés. Dans le même temps, il s'avère qu'une des lettres que porte Axel doit être délivrée à Otte Iversen. Lors de sa brève visite à Otte, Axel mentionne, avec la candeur qui le caractérise, le document hébreu et révèle à son hôte qu'il lui a été confié par un vieil homme, un Juif nommé Mendel Speyer. Otte Iversen réalise qu'Axel est le fruit de la nuit fatidique qu'il a passée avec Susanna à Copenhague plus de 20 ans plus tôt. Sur un prétexte, Otte congédie Axel pour la nuit. Axel ne se doute en aucune manière du lien entre les deux. Pendant ce temps, Mikkel Thøgersen rend visite à son frère Niels et à leur père vieillissant, le forgeron Thøger. 
Le chapitre suivant s'ouvre en novembre 1520. Mikkel Thøgersen est de nouveau en compagnie de Jens Andersen Beldenak. Ce dernier a voyagé avec le roi Christian II à Stockholm. Après une visite au sauna du roi, Mikkel Thøgersen est chargé de délivrer une courte missive en latin à l'archevêque Gustav Trolle. Le message ne contient que la courte phrase : consummatum est - c'est terminé -, soit les derniers mots que Jésus aurait prononcés sur la croix selon l'Évangile de Jean (19,30). C'est en ces termes que l'un des événements les plus dramatiques de l'histoire nordique, le bain de sang de Stockholm, est initié. Après avoir rendu visite à Gustav Trolle, Mikkel Thøgersen rencontre de nouveau Axel et intègre l'entourage du roi. Axel et Mikkel font une virée de nuit à Stockholm, où ils rencontrent la prostituée Lucie. Le lendemain matin, Mikkel se trouve chez le roi, et tandis qu'Axel et Lucie regardent à travers une fenêtre, il vit au plus près la marche d'une petite centaine de Grands de Stockholm vers l'échauffaud où ils sont exécutés sur ordre du roi Christian. 
Après le massacre de Stockholm, Mikkel Thøgersen tombe malade. Axel rend visite à Mikkel, car ils croient tous les deux qu'il n'en a plus pour longtemps. Mikkel propose de traduire le document hébreu, qu'Axel n'a jamais fait traduire, de peur qu'on ne lui vole son trésor. Axel refuse. Ni l'un ni l'autre ne savent alors que la prostituée Lucie a depuis longtemps volé le document. Mikkel est furieux de la méfiance d'Axel à son encontre. Cette haine le renforce face à la maladie. Pendant que Mikkel se remet, Axel se marie avec Sigrid, qu'il a longtemps courtisée. Quelques jours après le mariage, Axel disparaît pour rendre visite à son amour de jeunesse, Kirsten, au Danemark. Ivre d'amour pour Sigrid et saisi d'un désir nostalgique pour Kirsten, il décide de prendre le chemin le plus court pour le Danemark, mais se perd au contraire dans une forêt suédoise. Là, il rencontre le païen Kese et sa fille, Madeleine. Sigrid et Kirsten sont rapidement oubliées. Axel passe l'hiver avec Madeleine dans la forêt. 
L'été suivant, il quitte Madeleine et peu de temps après, les chemins d'Axel et Mikkel Thøgersen se croisent pour la dernière fois. Mikkel est en congé du service du roi pour se rendre en Terre sainte, mais il veut d'abord visiter sa terre natale. En route, Mikkel entend parler d'une grande fête où Axel doit épouser Inger. Mikkel se rend rapidement compte qu'Inger est sa propre fille et la conséquence de son viol vengeur contre la fiancée d'Otte Iversen, Ane Mette. Mikkel ne veut pas rencontrer Inger malgré les demandes d'Axel. Au lieu de cela, Axel le suit sur la route franchissant le détroit de Hvalpsund. Cependant, la haine contre Axel se consume toujours en Mikkel, et lorsque les deux ont parcouru un bout de chemin, Mikkel Thøgersen frappe violemment avec son épée Axel au genou. Ensuite, il ouvre la capsule en corne où Axel gardait le document hébreu, mais le réceptacle est vide. Quand Axel se réveille, il se réfugie dans une auberge locale, mais la blessure causée par l'épée de Mikkel Thøgersen refuse de guérir et Axel meurt quelques jours plus tard.
Christian II est sur le point de perdre le contrôle des pays nordiques. En 1523, Mikkel Thøgersen se retrouve à nouveau au service du roi, alors que celui-ci scelle son sort lors d'une nuit fatidique à Lillebælt. Les négociations entre le roi et la noblesse du Jutland échouent, et le roi déchu navigue incessamment entre Middelfart et Snoghøj sans pouvoir choisir entre reprendre les négociations au Jutland ou quitter le royaume. Comme le jour se lève sur Middelfart, il décide de rentrer à Copenhague. 
À Kvorne, Inger pleure l'homme qui lui a été enlevé. Une nuit, il lui rend visite et elle le supplie de l'emmener dans la tombe, mais Axel refuse. Il retourne dans sa tombe et elle ne le reverra plus jamais.

### L'hiver
Le roman saute encore une fois dans le temps. Mikkel rentre de son pèlerinage en Terre Sainte. Tout semble comme avant, mais des bouleversements sont sur le point de se produire. En effet, les paysans de la région se rebellent, incendient le manoir Moholm et tuent Otte Iversen. Aux côtés d'Otte se trouve Steffen de Kvorne, l'homme qu'Ane Mette a épousé après avoir été violée par Mikkel. Tous les hommes d'Ane Mette sont maintenant réunis : celui qu'elle aimait (Otte), celui qui l'aimait (Mikkel) et celui qu'elle a épousé (Steffen). 
Les paysans, partisans de Christian II, vainquent les nobles lors d'une bataille vers la ville de Svenstrup. Leurs succès militaires ne durent toutefois pas, et les hommes sous les ordres de Skipper Clement sont vaincus peu de temps après lors d'une bataille vers Aalborg. L'allié fidèle du roi, l'archevêque Trolle, est mortellement blessé quand d'autres se suicident ou sont assassinés. Le roi est fait prisonnier au château de Sønderborg où Mikkel devient tant son serviteur qu'un compagnon de captivité. 
Le roi et Mikkel se demandent si la terre tourne autour du soleil ou l'inverse. Pour apporter une réponse, Mikkel se rend à Lübeck chez Zacharie, qui doit connaître la vérité. Il a un aide secret : un humain auquel on a retiré le crâne pour que le cerveau puisse se développer sans limite. Cet « homoncule » se nomme Carolus et est le fils illégitime du roi. Zacharie et Mikkel conviennent de se revoir le lendemain pour obtenir la réponse. Mikkel perd la tête et révèle à toute la ville qui Zacharie cache dans sa maison. Zacharie et Carolus sont alors brûlés sur le bûcher. Mikkel revient à Sonderborg, sa mission inachevée. Pendant ce temps, la petite-fille de Mikkel, Ide, s'est rendu au château avec le musicien Jacob. Mikkel est très malade, mais passe son temps à raconter au roi des histoires sur les champs de bataille en Europe, ce qui l'aide à se sentir mieux. Le roi présente Ide à Mikkel, mais Mikkel ne veut rien savoir et insiste ne pas avoir d'enfants. Mikkel meurt et Jacob boit jusqu'à l'ivresse avant de se pendre à un arbre dans la cour. 

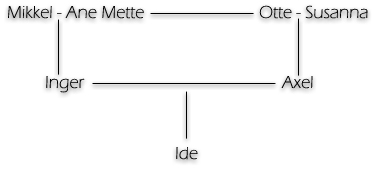
Arbre généalogique liant les différents personnages

## Analyse

### Le cadre historique du livre
Au début du roman, une révolte commence en Suède et le roi Hans forme une armée qui écrase les Suédois. Otte, l'un des personnages du livre, combat dans cette guerre. L'événement historique suivant est la défaite de Ditmarsken en 1500. Le roi Hans et son frère Frederik de Gottorp engagent une armée de mercenaires menée par le junker Slentz. Mikkel Thøgersen, un autre des personnages du livre, participe à cette guerre et fait partie des rares survivants. Les mercenaires subissent un funèbre sort et la plupart sont tués. La défaite est causée tant par l'incompétence militaire des mercenaires qu'à l'utilisation de digues par les Ditmariens et à leur connaissance du terrain. La majorité de l'armée est massacrée lors d'une défaite majeure pour le roi danois et marque le début de la fin de la superpuissance danoise. 
Le livre élipse ensuite quelques années. Mikkel Thøgersen se bat en tant que mercenaire sur les champs de bataille européens. Les Danois sont de nouveau en guerre contre les Suédois. Christian II gagne par un temps glacial dans la forêt du Tiveden contre Sten Sture et les rebelles suédois. Des célébrations ont lieu à Stockholm et le roi Christian est couronné roi de Suède. Pendant les festivités, les chefs suédois sont arrêtés et une centaine d'entre eux sont décapités à Stortorget lors du bain de sang de Stockholm. Cette infâmie cause la fin de l'union de Kalmar. Le Danemark et la Suède sont séparés pour toujours. 
Le massacre des Grands suédois convainc les notables du Jutland de déchoir le roi à Viborg. Le roi entreprend alors la fatidique traversée entre Snoghøj et Middelfart. Le roi ne peut décider entre retourner pour convaincre les notables et lever une armée pour revendiquer ses droits par la force. 

### Mikkel Thøgersen

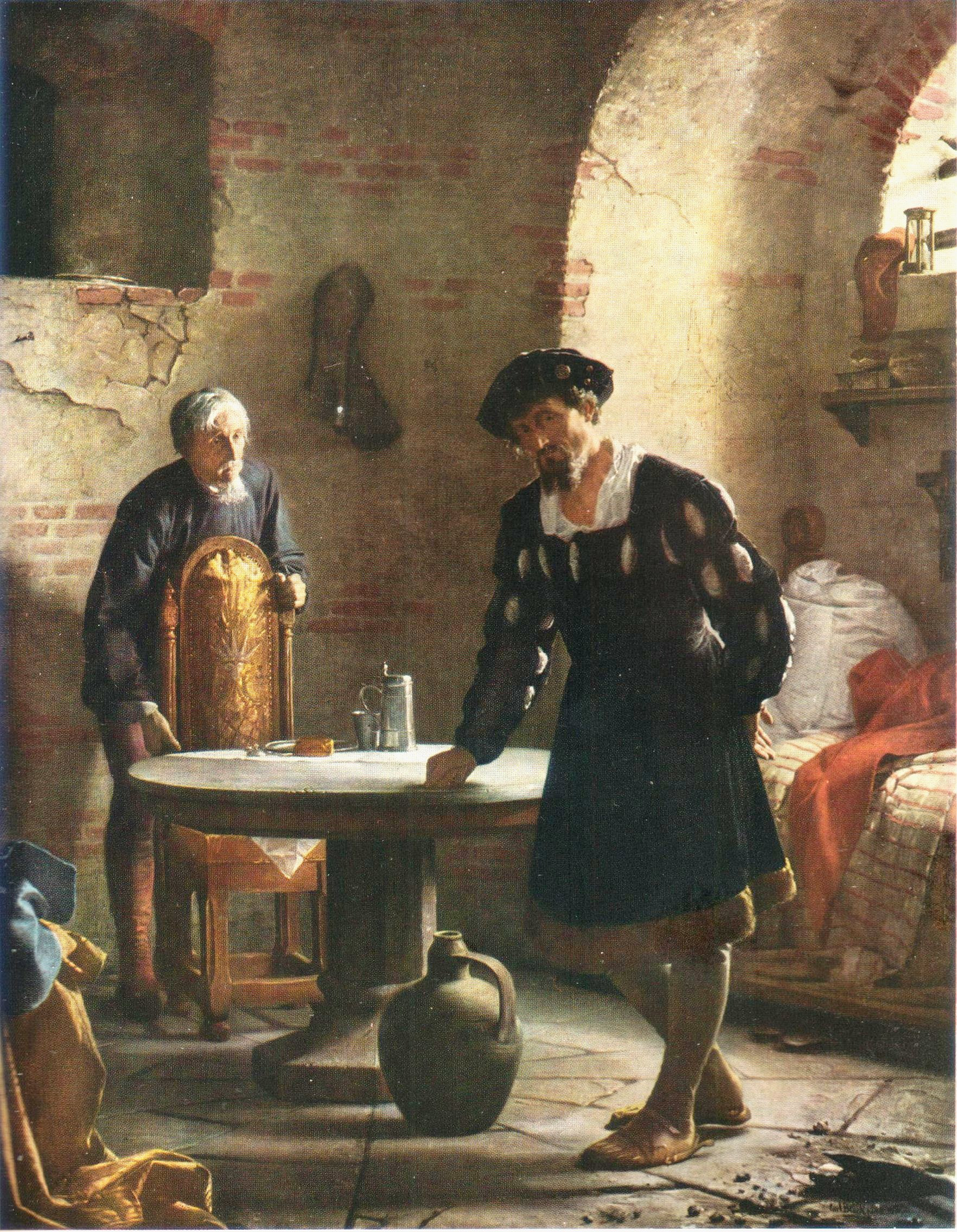
Tableau du peintre Carl Bloch dans la prison du château de Sønderborg.

Carl Bloch peignit en 1871 un tableau du roi Christian II emprisonné où il marche autour d'une table. En arrière-plan, on voit un serviteur. Johannes V. Jensen avait cette image en tête lorsqu'il écrivait au sujet de Mikkel Thøgersen. 

### Susanna

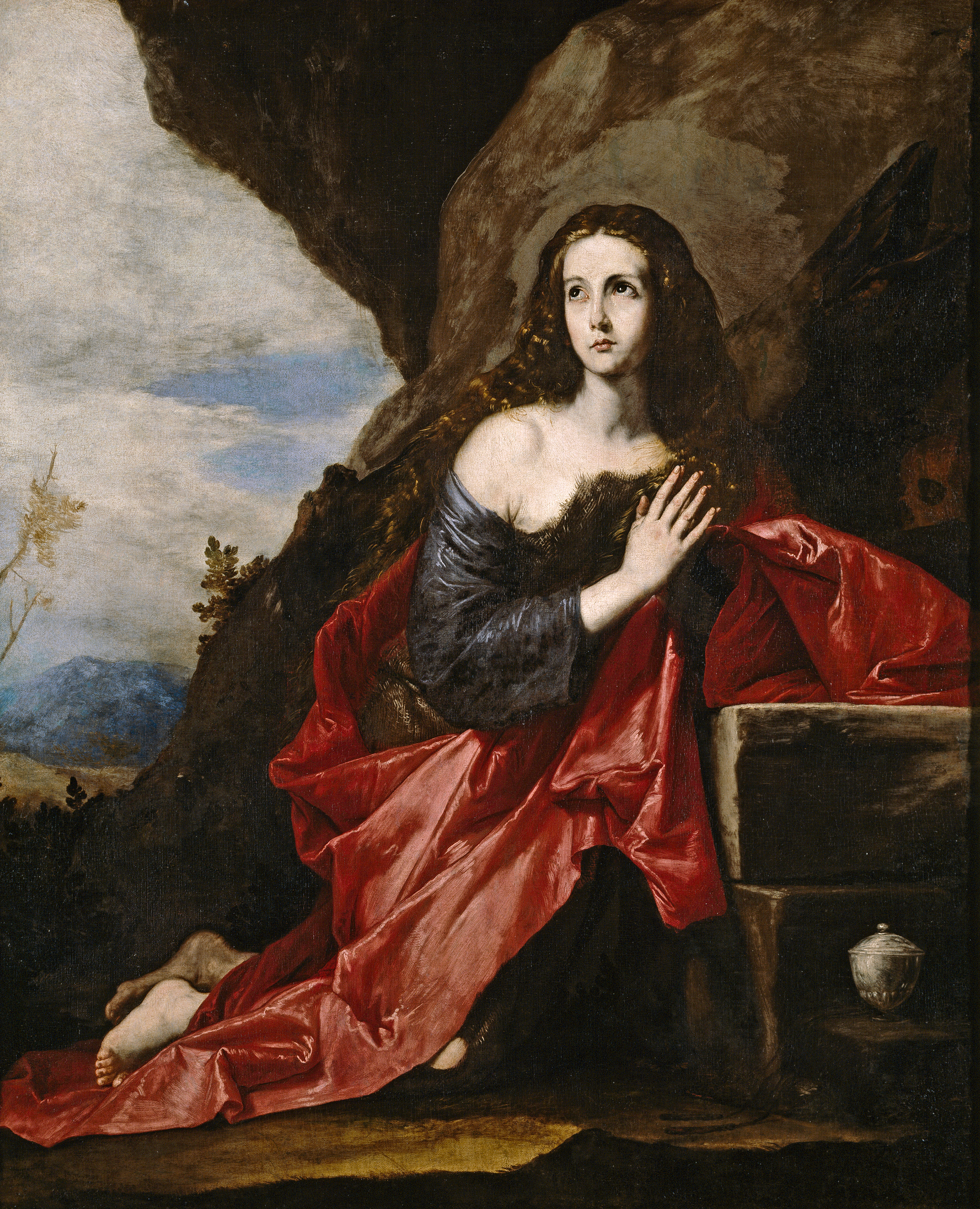
Magdalena penitente du Musée du Prado. La possible inspiration pour Susanna.

C'est aussi un tableau qui a inspiré Susanna. Johannes V. Jensen mentionne « un tableau de Ribera, une charmante jeune fille juive que j'avais vue à Madrid ». On ne sait pas avec certitude à quel tableau il fait référence. Oluf Friis suppose qu'il s'agit d'une peinture de Marie Madeleine, plus précisément du tableau Magdalena penitente de 1641, exposé au musée du Prado,. 

### Le fantôme d'Inger
La deuxième partie du dernier chapitre, Inger, qui dépeint les visions qu'Inger a de feu son fiancé Axel, est étroitement inspirée de la chanson folklorique Aage et Else. Tant ce chapitre que la chanson folklorique décrivent une femme en deuil pleurant son bien-aimé décédé. Le mort l'entend de la tombe, se lève et porte son cercueil jusqu'au domicile de la femme. Alors que l'homme se tient à l'extérieur, la femme lui demande de dire le nom de Jésus, dans le chant Oui, si vous connaissez le nom de Jésus, vous pouvez entrer et dans le roman Peux-tu prononcer le nom de Jésus ?. À l'intérieur, la femme peigne les cheveux de l'homme alors qu'il la réconforte. Il dit que lorsque la femme chante, il est bien dans sa tombe. Des roses sont mentionnées dans les deux œuvres : « alors l'intérieur de ma tombe est tapissé/ avec des pétales de rose » et « Bien sûr, mon cercueil est rempli de roses, je dors sur des roses dans l'obscurité du paradis ». Inversement, le cercueil se remplit de « sang séché » lorsque la femme pleure. Le matin venu, l'homme et la femme se rendent au cimetière d'où l'homme s'était levé. L'homme demande à une femme de regarder vers le ciel et pendant que la femme regarde, l'homme disparaît à nouveau sous terre : « dans la Terre, le Défunt s'enfuit/ elle ne le vit pas » et « le Défunt fuit dans la Terre. Elle ne le vit plus ». Jensen achève son récit ici, tandis que la chanson folklorique poursuit en racontant que la femme tombe malade et meurt peu de temps après. 
Jensen réutilise dans le roman la combinaison inhabituelle de mots « si blessant » (saa saare) présente dans la chanson folklorique.  
En plus du chapitre Inger, cette chanson folklorique a inspiré Harald Kidde pour le roman Aage et Else publié en 1902–1903 c'est-à-dire en même temps que La Chute du roi.

## Linguistique
Le roman est écrit dans une langue délibérément archaïque. Johannes V. Jensen utilise un langage très détaillé pour décrire avec grande précision les scènes sanglantes. Par exemple, lorsqu'un cheval est abattu : « De la vapeur sortit de ses veines ».
Le roman contient plusieurs poèmes, en partie en bas-allemand (Ei werd' ich dann erschossen et Gendenkst du nock, es war ein' Nacht in Böhmen) et en partie dans le dialecte du Jutland (Gi Husly til to Persowner et le poème final No wil a sej Jer Godnæt). Ces deux derniers poèmes ont ensuite été publiés dans le recueil Digte 1906 sous les noms de Husvild et Godnat !
Le livre donne l'impression que l'auteur a réalisé des recherches approfondies.[réf. nécessaire] On compte notamment plus de 100 dénominations différentes de vêtements. Cependant, certains détails sont incorrects. Mikkel prétend ainsi avoir reçu sa coquille de pèlerin à Jérusalem, mais les pèlerins n'obtenaient de coquille qu'en effectuant le pèlerinage vers la tombe de Saint-Jacques à Saint-Jacques-de-Compostelle en Espagne. De même, Jakob joue du violon, bien que le violon décrit ait été inventé pour la première fois en Italie vers 1550. 

## Construction et structure
Les évènements sont relatés dans l'ordre chronologique, et ils guident le lecteur dès le début vers une fin tragique.[réf. nécessaire]

## Réception
La Chute du roi est considéré comme l'œuvre principale de Johannes V. Jensen. Il a devancé en 1999 Sept contes gothiques de Karen Blixen, et Le Menteur (Løgneren) de Martin A. Hansenet été élu livre danois du siècle par les lecteurs de Berlingske.  Quelques années plus tard, la Chute du roi a été ajoutée au Canon de la culture danoise par le ministère de la Culture. Le comité du canon a déclaré : « La Chute du roi est à bien des égards un récit brutal et dur, mais c'est aussi un roman lyrique et moderniste précoce. Linguistiquement, c'est une œuvre poétique immensément riche et fluide. » De même, Klaus Rothstein  décrit le roman comme « un chef-d'œuvre écrit tout à fait magnifiquement et un événement décisif dans la littérature danoise. Jusqu'au point final, un art romanesque superbe et étrange. »
Les premières éditions du livre peuvent coûter plusieurs milliers de couronnes danoises. En 2014, une édition reliée en trois volumes s'est vendue pour 11 500 couronnes (1 500 euros). 

## Éditions et travaux dérivés

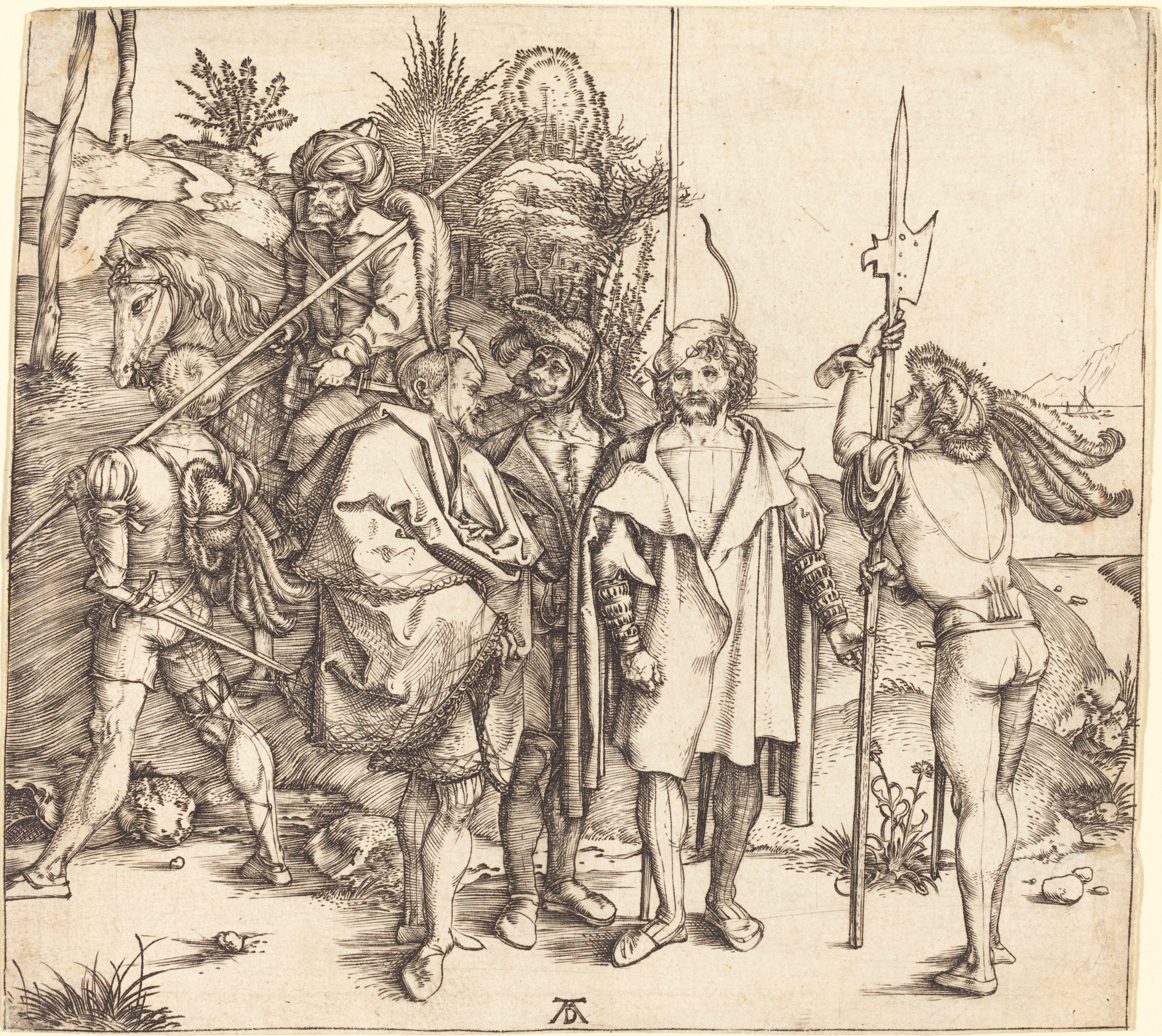
Albrecht Dürer, Cinq soldats et un Turc à cheval, gravure sur cuivre, National Gallery of Art. Illustration du chapitre Drømmeren de la 8e édition.

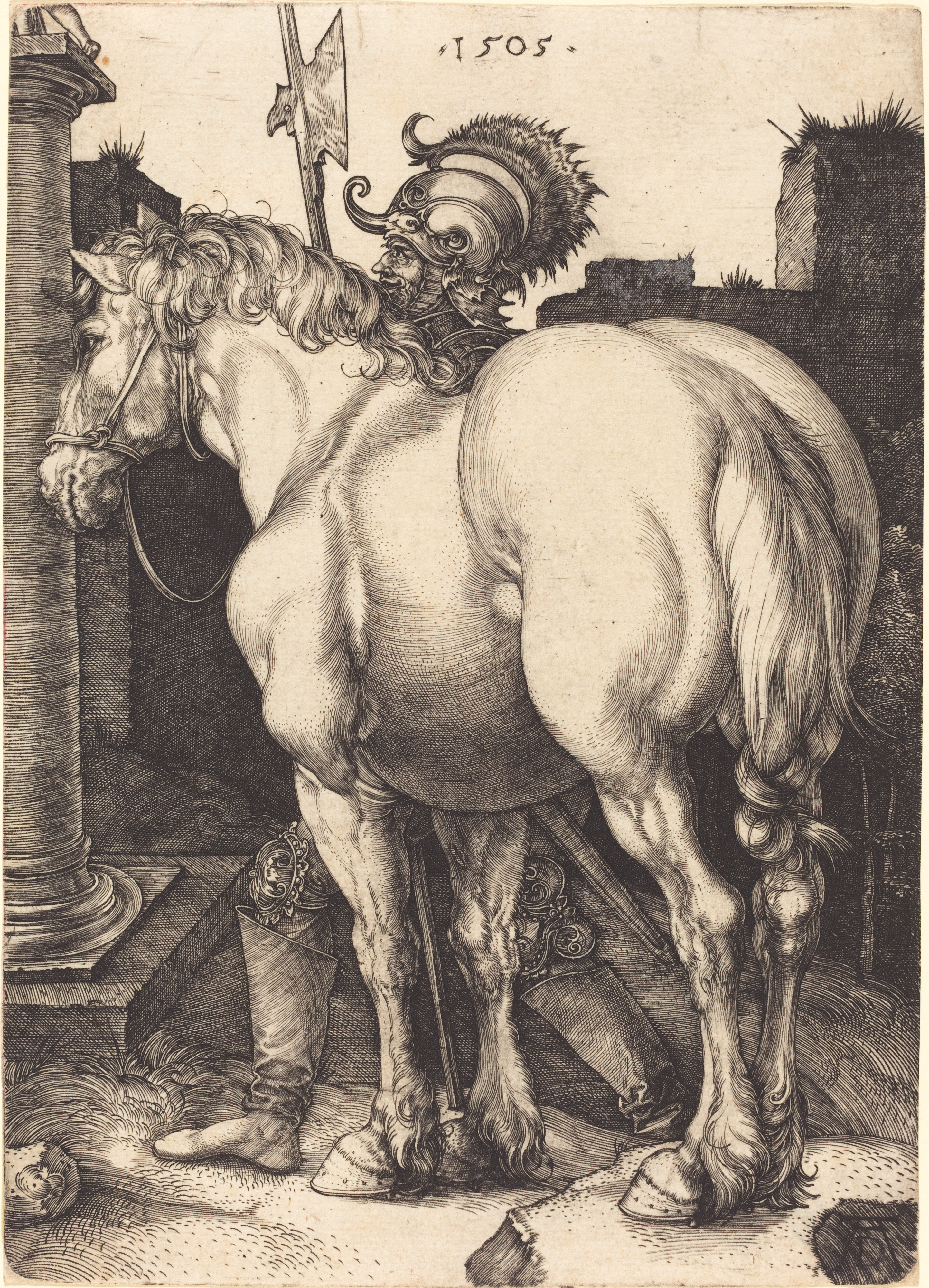
Albrecht Dürer, Le Grand Cheval, 1505, gravure sur cuivre, National Gallery of Art.
Illustration du chapitre 1, Dans la forêt vierge, de la 8e édition.

La Chute du roi a été publiée en trois parties dans les années 1900-01. La première partie, La mort du printemps, se déroule de 1497 à 1500. La deuxième partie, Le grand été, débute en 1520 et s'étend jusqu'à l'année 1523 où le roi est déposé. La troisième partie, Hiver, a lieu 12 ans plus tard, en 1535. Les parties représentent le cycle de l'année, et simultanément trois phases de la vie de Mikkel. 
Johannes V. Jensen a laissé de nombreux manuscrits, mais principalement sous forme de textes finis, alors que les brouillons sont souvent manquants. Le conte Nifingeren des Histoires du Himmerland (qui deviendra plus tard La paix de Noël ) et La Chute du roi font exception. 
La Bibliothèque royale danoise a mis en ligne des photographies du manuscrit sur son site Web.
La Chute du roi lu en danois par David Seedorf comme un livre audio est sorti en 2009. 
En 2018, La Chute du Roi a été dramatisée lors d'une coproduction entre le Théâtre royal danois et le Théâtre d'Aarhus. Carlus Padrissa était chargé de la mise en scène et de la scénographie tandis que le texte a été travaillé par Henrik Szklany. La première s'est produite au théâtre royal à l'automne 2018, après quoi elle a été transférée au théâtre d'Aarhus en janvier-février 2019.

### Éditions choisies
- (da) Johannes V. Jensen, Foraarets Død, Det Nordiske Forlag, mars 1900, 140 p. (OCLC 796183428, lire en ligne)..
- (da + de + jut + la) Johannes V. Jensen (ill. Gudmund Herman Peter Hentze), Kongens Fald, Copenhague, Det Nordiske Forlag, 1901, 1re éd. (OCLC 793657336, lire en ligne)..
- (da) Johannes V. Jensen et Niels Birger Wamberg (dir.) (postface Niels Birger Wamberg), Kongens Fald, Copenhague, Gyldendal, 2000, 8e éd., 276 p. (ISBN 87-00-46338-8). :
8e édition. Grand format avec adaptation et annotation par Niels Birger Wamberg, ainsi qu'« avec des illustrations d'artistes de la période contemporaine au roman », notamment Albrecht Dürer et Hans Holbein le Jeune.
- (sv) Johannes V. Jensen (trad. Ernst Lundquist), Kungens fall, Stockholm, 1906, 263 p..
- (sv) Johannes V. Jensen (trad. Ernst Lundquist), Kungens fall, Stockholm, 1906, 263 p..
- (en) Johannes V. Jensen (postface Sven Hakon Rossel), The Fall of the King, U of Minnesota Press, septembre 2011, 296 p. (ISBN 978-0-8166-7754-2, OCLC 792928782, LCCN 2011037297)..